# 辻雄
辻 雄（つじ たけし、1967年–）は、日本の数学者。東京大学大学院数理科学研究科教授。専門は数論幾何学、特に p進ホッジ理論。

## 略歴
麻布高等学校卒。1992年東京大学大学院修士課程修了。1993年同博士課程修了、博士(数理科学)。京都大学数理解析研究所助手を経て2000年から東京大学大学院数理科学研究科助教授。2007年同准教授、2010年同教授。業績としてp 進 Hodge 理論における基礎定理である p 進 étale cohomology と de Rham cohomology, crystalline cohomology の比較定理の証明、半安定予想の証明（半安定予想からは Hodge–Tate 予想、de Rham 予想、crystalline 予想が導かれる）、p 進 Hodge 理論の p 進 L 函数、Hasse–Weil L 函数への応用がある。1998年の国際数学者会議では招待講演者として講演した。数学者の松本眞は麻布高校の先輩であり、同僚である。

## 代表的な論文
- Syntomic complexes and p-adic vanishing cycles, J. Reine Angew. Math. 472 (1996)
- p-adic Hodge theory in the semi-stable reduction case, Proceedings of the International Congress of Mathematicians, Vol. II (Berlin, 1998). Doc. Math. 1998, Extra Vol. II
- p-adic étale cohomology and crystalline cohomology in the semi-stable reduction case, Invent. Math. 137 (1999)
- Poincaré duality for logarithmic crystalline cohomology, Compositio Math. 118 (1999)
- Semi-stable conjecture of Fontaine-Jannsen: a survey. Cohomologies p-adiques et applications arithmétiques II, Astérisque No. 279 (2002)
- Explicit reciprocity law and formal moduli for Lubin–Tate formal groups, J. Reine Angew. Math. 569 (2004)

## 受賞および講演歴
- 1998年 - 日本数学会建部賞：p進 Hodge 理論における比較定理
- 1998年 - ICM招待講演（ベルリン）[2]
- 2005年 - 日本数学会春季賞：p進 Hodge 理論の研究
- 2009年 - 第5回（平成20年度）日本学術振興会賞 「p進ホッジ理論とその応用」
- 2009年 - 第5回（平成20年度）日本学士院学術奨励賞 「p進ホッジ理論とその応用」